# Бюлов, Бернхард Эрнст фон
Бернхард Эрнст фон Бюлов (1810—1879) — прусский государственный деятель, отец канцлера Бернхарда Бюлова.
В 1851 г. был назначен уполномоченным Голштинии в союзном сейме, где сблизился с Бисмарком. В 1862 г. он был отозван своим правительством и тотчас же стал мекленбург-стрелицким министром; энергично отстаивал старую сословную конституцию Мекленбург-Стрелица против всех требований реформы. От имени Мекленбург-Стрелица участвовал в переговорах об образовании Северо-Германского Союза. В 1868 г. назначен посланником обоих Мекленбургов при берлинском дворе.
В 1873 г. по приглашению Бисмарка перешёл на имперскую службу, был назначен германским статс-секретарем иностранных дел и сохранил эту должность до смерти. В этой должности он предъявил бывшему германскому послу в Париже Г. Г. фон Арниму требование о выдаче документов и затем возбудил против него громкое дело.